# Sherlock Holmes: The Awakened (2007)
Sherlock Holmes: The Awakened (дословно с англ. — «Шерлок Холмс: Пробуждённый»; в русском издании — «Шерлок Холмс и секрет Ктулху») — компьютерная игра в жанре квест, разработанная компанией Frogwares и выпущенная Focus Home Interactive в 2007 году; издателем в России выступила компания «Новый Диск». Локализация на русский язык осуществлена студией Lazy Games. Соединяет в себе две художественные вселенные: произведения о Шерлоке Холмсе Артура Конан Дойла и мифы Ктулху Говарда Лавкрафта, и является третьей игрой в серии «Приключения Шерлока Холмса».
В 2008 году переиздана как Sherlock Holmes: The Awakened Remastered Edition («Шерлок Холмс и секрет Ктулху. Золотое издание»). В этой версии игра получила некоторые изменения в игровом процессе и улучшения графической составляющей. В 2012 году переиздана на устройствах с системой iOS (iPhone, iPad).
В 2023 году вышел одноимённый ремейк игры.

## Сюжет
Шерлок Холмс снова скучает без интересного дела. Доктор Ватсон сообщает, что у его пациента, капитана Стенвика, пропал слуга-маори. Шерлок берётся за расследование и выясняет, что за последнее время исчезло множество, казалось бы, несвязанных между собой людей.
Сыщикам предстоит побывать в мрачных закоулках Лондона, в Швейцарии и Новом Орлеане, чтобы найти следы таинственной секты, поклоняющейся древнему морскому демону на западных берегах Шотландии.

## Игровой процесс
В отличие от первых двух игр серии, действие происходит в полностью трёхмерном окружении, в отличие от классических квестов, где объёмные персонажи перемещаются по рисованным фонам. Вид — от первого лица, возможно управление как мышью, так и клавиатурой, что сближает геймплей квеста с шутерами. В игре существуют традиционный квестовый инвентарь, папка для документов и карта посещённых локаций.
«Золотое издание» игры в 2008 году дало возможность играть с видом от третьего лица, как в классических квестах.

## Рецензии и оценки
| Сводный рейтинг | Сводный рейтинг |
| Агрегатор       | Оценка          |
| --------------- | --------------- |
| GameRankings    | 71,32 %         |

Игра получила хорошие оценки критиков и игроков. Игроки положительно отзывались о сокращении викторин, не всех удовлетворивших во второй игре серии. Также отмечалось удобство и «прелесть» управления как клавиатурой, так и мышью. Наконец, некоторых критиков порадовало то, что персонажи стали похожими на реальных людей, а не на «этаких роботов, механизмов по расследованию преступлений».
Журнал «Игромания» поставил квесту 7,5 баллов из 10, назвав его «неоднозначной, но крайне любопытной игрой».
Положительно была оценена и русская локализация.
Награды
Игра Sherlock Holmes: The Awakened получила награду «Best Use of a License» от GameSpot, а также была номинирована редакцией IGN на звание «Лучшего квеста для ПК 2007 года».